# 935年
| 千纪： | 1千纪 |
| 世纪： | 9世纪 \| 10世纪 \| 11世纪 |
| 年代： | 900年代 \| 910年代 \| 920年代 \| 930年代 \| 940年代 \| 950年代 \| 960年代 |
| 年份： | 930年 \| 931年 \| 932年 \| 933年 \| 934年 \| 935年 \| 936年 \| 937年 \| 938年 \| 939年 \| 940年 |
| 纪年： | 乙未年（羊年）；南吴大和七年，天祚元年；闽永和元年；于阗同慶二十四年；契丹天显十年；南汉大有八年；后唐（吴越、荆南、马楚）清泰二年；东丹国甘露十年；大義寧大明五年；后蜀明德二年；日本承平五年；后百济正开三十五年 |

## 大事记
- 中国
  - 王延钧被长子王继鹏杀死，王继鹏自立为皇帝。
- 朝鲜半岛
  - 王氏高麗消灭新罗。
- 日本
  - 藤原忠平與吳越王錢元瓘互致國書，兩國建立外交。
- 埃及
  - 突厥人伊赫昔迪在埃及脫離阿拔斯王朝獨立，成立伊赫昔迪王朝，直到969年被法蒂瑪王朝征服為止。

## 逝世
- 王延钧，闽国君主。